# Rebecca Balding
Rebecca Balding (Little Rock (Arkansas), 21 september 1948 – Park City (Utah), 18 juli 2022) was een Amerikaans actrice.

## Biografie
Balding is afgestudeerd aan de Universiteit van Kansas in Lawrence (Kansas).
Balding begon met acteren in 1976 in de televisieserie The Bionic Woman. Hierna speelde zij no in meer televisieseries en films zoals Lou Grant (1977), Soap (1978-1980) en Charmed (1998-2006).
Balding is twee keer getrouwd geweest.
Zij overleed op 73-jarige leeftijd.

## Filmografie

### Films
- 2005 Yesterday's Dreams – als mrs. Woodward
- 1982 Kiss My Grits – als Doris Ann
- 1981 The Boogens – als Trish Michaels
- 1980 Mr. and Mrs. And Mr. – als weduwe
- 1979 The Gathering, Part II – als Julie
- 1979 The Silent Scream – als Scotty Parker
- 1977 The Gathering – als Julie
- 1977 Deadly Game – als Amy Franklin

### Televisieseries
Uitgezonderd eenmalige gastrollen.
- 1998-2006 Charmed – als Elise Rothman – 23 afl.
- 1998 Melrose Place – als Nora Larner – 2 afl.
- 1997 Beverly Hills, 90210 – als Jill Abernathy – 2 afl.
- 1989-1990 Paradise – als Mary McBride – 6 afl.
- 1987 Our House – als Gale Witherspoon – 2 afl.
- 1978-1980 Soap – als Carol David – 20 afl.
- 1979 Makin' It – als Corky Crandall – 9 afl.
- 1977 Lou Grant – als Carla Mardigian – 3 afl.
- 1976 The Bionic Woman – als Parker – 2 afl.

- Library of Congress Control Number: no2009203215
- Virtual International Authority File: 233461827
- WorldCat: E39PBJcGkHtG749TBDwTxPqCwC